# Lijst van schaatsrecords 1500 meter vrouwen (junioren)
Dit is een overzicht van de ontwikkeling van de schaatsrecords op de 1500 meter vrouwen (junioren).

## Ontwikkeling wereldrecord 1500 meter
| Nr. | Naam               | Land                           | Tijd    | Datum            | Baan           |
| --- | ------------------ | ------------------------------ | ------- | ---------------- | -------------- |
| 1.  | Natalja Petroeseva | Sovjet-Unie                    | 2.17,07 | 15 maart 1976    | Medeo          |
| 2.  | Beth Heiden        | Verenigde Staten               | 2.13,57 | 24 februari 1979 | Grenoble       |
| 3.  | Sarah Docter       | Verenigde Staten               | 2.12,40 | 23 januari 1982  | Davos          |
| 4.  | Sarah Docter       | Verenigde Staten               | 2.08,37 | 13 februari 1982 | Inzell         |
| 5.  | Monique Garbrecht  | Duitse Democratische Republiek | 2.06,24 | 21 maart 1987    | Medeo          |
| 6.  | Svetlana Bazjanova | Sovjet-Unie                    | 2.05,14 | 2 maart 1991     | Calgary        |
| 7.  | Becky Sundstrom    | Verenigde Staten               | 2.05,00 | 18 maart 1995    | Calgary        |
| 8.  | Anni Friesinger    | Duitsland                      | 2.03,72 | 1 maart 1996     | Calgary        |
| 9.  | Kirstin Holum      | Verenigde Staten               | 2.03,61 | 22 februari 1997 | Calgary        |
| 10. | Aki Tonoike        | Japan                          | 2.03,06 | 4 januari 1998   | Nagano         |
| 11. | Kirstin Holum      | Verenigde Staten               | 2.01,87 | 24 januari 1998  | Calgary        |
| 12. | Aki Tonoike        | Japan                          | 2.01,79 | 29 maart 1998    | Calgary        |
| 13. | Catherine Raney    | Verenigde Staten               | 2.00,37 | 20 maart 1999    | Calgary        |
| 14. | Li Song            | China                          | 2.00,08 | 21 november 1999 | Heerenveen     |
| 15. | Li Song            | China                          | 2.00,04 | 29 januari 2000  | Calgary        |
| 16. | Li Song            | China                          | 1.59,38 | 5 maart 2000     | Nagano         |
| 17. | Sarah Elliott      | Verenigde Staten               | 1.59,24 | 16 maart 2001    | Calgary        |
| 18. | Elma de Vries      | Nederland                      | 1.58,93 | 21 maart 2002    | Calgary        |
| 19. | Ireen Wüst         | Nederland                      | 1.58,10 | 11 maart 2004    | Calgary        |
| 20. | Ireen Wüst         | Nederland                      | 1.56,69 | 10 maart 2005    | Calgary        |
| 21. | Marrit Leenstra    | Nederland                      | 1.56,47 | 10 november 2007 | Salt Lake City |
| 22. | Marrit Leenstra    | Nederland                      | 1.55,14 | 12 maart 2008    | Calgary        |
| 23. | Joy Beune          | Nederland                      | 1.54,21 | 9 maart 2018     | Salt Lake City |
| 24. | Angel Daleman      | Nederland                      | 1.52,38 | 25 januari 2025  | Calgary        |